# Bělorusko na Zimních olympijských hrách 2010
Bělorusko na Zimních olympijských hrách 2010 reprezentovalo 50 sportovců 8 sportech.

## Medailisté
| Medaile | Jméno             | Sport                | Disciplína             |
| ------- | ----------------- | -------------------- | ---------------------- |
| Zlato   | Alexej Grišin     | akrobatické lyžování | muži akrobatické skoky |
| Stříbro | Sergej Novikov    | biatlon              | muži – 20 km           |
| Bronz   | Darja Domračevová | biatlon              | ženy – 15 km           |